# Dicranella flavipes
Dicranella flavipes är en bladmossart som beskrevs av Bescherelle 1880. Dicranella flavipes ingår i släktet jordmossor, och familjen Dicranaceae. Inga underarter finns listade i Catalogue of Life.